# Microtendipes bifasciatus
Microtendipes bifasciatus är en tvåvingeart som först beskrevs av Jean-Jacques Kieffer 1921.  Microtendipes bifasciatus ingår i släktet Microtendipes och familjen fjädermyggor. Inga underarter finns listade i Catalogue of Life.